# Sphegigaster voltairei
Sphegigaster voltairei är en stekelart som först beskrevs av Girault 1915.  Sphegigaster voltairei ingår i släktet Sphegigaster och familjen puppglanssteklar. Inga underarter finns listade i Catalogue of Life.